# くさなぎゆうぎ
くさなぎ ゆうぎ（8月23日 - ）は日本の女性漫画家、イラストレーター。高知県出身、土佐女子中学高等学校卒業生。
レトロゲームマニアで、特にアドベンチャーゲームが好き。ゲームメーカーではサンソフトを好み、『れとろげ。』作品中でも『へべれけ』のキャラクターが描かれることが多い。自身のブログ「俺とお前のナゾラーランド」のタイトルは『ナゾラーランド』に由来する。

## 来歴
2000年、ヒット出版社の成人向け漫画雑誌「D-ANGE」でデビュー。同期デビューに東浦希美（現・藤守郁乃）、小倉夕奈。2011年現在は、アンソロジーやゲーム雑誌などを中心に執筆している。
2010年、マイクロマガジン社のGAME BRIDGEにて白川嘘一郎原作の『れとろげ。』を連載開始。2011年現在は、GAME BRIDGEの閉鎖により、マンガごっちゃ、ライブドアニュースAnigemaの2サイトにて連載中。

## 連載漫画
- れとろげ。（マイクロマガジン社）

## アンソロジー
- マジキューコミック ドリームクラブコミックアンソロジー（エンターブレイン）
- マジキューコミック ひぐらしのなく頃にコミックアンソロジー 2・3（エンターブレイン）
- マジキュー4コマ ひぐらしのなく頃に2（エンターブレイン）
- マジキュー4コマ FORTUNE ARTERIAL 1・2・3（エンターブレイン）
- マジキュー4コマ プリズム☆ま～じカル 1・2（エンターブレイン）
- マジキュー4コマ 桃色大戦ぱいろん（エンターブレイン）
- ToHeart2 After school Diary 4コマMAXIMUM（ウェッジホールディングス）
- リトルバスターズ!エクスタシー 4コマMAXIMUM（ウェッジホールディングス）
- どきどき魔女神判! 4コマKINGDOM（双葉社）
- 快盗天使ツインエンジェル2 アンソロジーコミック2（カプコン）
- ソウルハッカーズ コミックアンソロジー2（ブロッコリー）

## イラスト
- FESTA!! -HYPER GIRLS POP-（Lass）
- らき☆すた 〜陵桜学園 桜藤祭〜（角川書店・VRIDGE）
- スティックポスターin羽後町 markⅡ（秋田県羽後町）
- 秋田県羽後町「ながや」オリジナルTシャツ（スタジオいなご）
- 吸血カードバトル～ヴァンパイア戦記～（ワークジャム）
- アニソンバカ一代（K&Bパブリッシャーズ）

## 同人活動
- 同人サークル「流石商会」を主宰。